# سوراخ‌کاری ناف
سوراخ‌کاری ناف یا سوراخ‌کاری دکمه شکم (به انگلیسی: Navel piercing) نوعی از سوراخ‌کاری بدن است که معمولاً در داخل یا لبه بالای حلقه ناف کار می‌شود. این نوع سوراخ‌کاری نماد مد، و زینتی برای آراستگی در نظر گرفته می‌شود و به عنوان رایج‌ترین و محبوب‌ترین روش سوراخ‌کاری در زنان به شمار می‌رود. سوراخ‌کاری ناف به شکل سنتی در نیمه بالایی ناف انجام می‌گیرد و در این نوع سوراخ‌کاری فرد نیاز به کالبدشناسی مناسب ناف دارد. در این فرایند، سوراخی به شکل ستاره یا چهارگوش در لبهٔ بالایی و پایینی ناف همراه با دو یا چند سوراخ سطحی در دو طرف ناف ایجاد می‌کنند. لبهٔ بالای ناف باید فضای کافی برای سوراخ‌کاری به منظور چسبیدن به داخل ناف بدون فشار از سمت بالا و پایین را داشته باشد. در صورت عدم وجود فضا در لبهٔ بالا، سوراخ‌کاری لبه پایین گزینهٔ دیگری به حساب می‌آید.
معتقدان به آئین هندوئیسم یا پزشکی جایگزین باور دارند که سوراخ‌کاری ناف به بهبود عملکرد چاکرای سوم، شبکه خورشیدی کمک می‌کند. بر طبق این باور، سوراخ‌کاری دکمه شکم، نقش دروازه‌بان را برای نگاه‌داری انرژی مثبت در داخل بدن بر عهده دارد، و از طرفی از ورود نیروهای منفی جلوگیری به عمل می‌آورد.

## خطرات
اگرچه سوراخ‌کاری ناف نماد و سمبل مد بوده و ممکن است باعث جذاب‌تر شدن ناف و به طور کلی ناحیهٔ شکم شود، اما خطرات بسیاری را نیز به همراه دارد که از جمله می‌توان به خطر عفونت باکتریایی، خونریزی بیش از حد و آسیب‌های عصبی، بر جای ماندن اثر زخم و واکنش حساسیت پوستی به جواهرات استفاده شده در سوراخ‌کاری اشاره کرد.